# Krzysztof Józefowicz
Krzysztof Józefowicz (ur. 8 sierpnia 1964 w Kościanie) – polski prawnik, sędzia, w latach 2005–2007 podsekretarz stanu w Ministerstwie Sprawiedliwości.

## Życiorys
Był sędzią Sądu Okręgowego w Poznaniu, a później Sądu Apelacyjnego w Poznaniu, orzekając w sprawach cywilnych. Pracował jako wiceprezes Sądu Okręgowego w Szczecinie. W latach 2000–2001 zastępca dyrektora Departamentu Kadr i Szkolenia w Ministerstwie Sprawiedliwości. Wykładowca na szkoleniach dla sędziów i innych prawników, m.in. w Krajowej Szkole Sądownictwa i Prokuratury oraz egzaminator sędziów z zakresu prawa cywilnego materialnego, prawa rodzinnego i opiekuńczego.
Od 5 grudnia 2005 do 15 marca 2007 był podsekretarzem stanu w Ministerstwie Sprawiedliwości. Od marca 2007 do maja 2011 pozostawał prezesem Sądu Okręgowego w Poznaniu, następnie od kwietnia 2011 do 2017 był prezesem Sądu Apelacyjnego w Poznaniu. W marcu 2018 został komisarzem wyborczym w Poznaniu.